# Nam Thành
Nam Thành là một xã thuộc tỉnh  Lâm Đồng, Việt Nam.
Xã Nam Thành được thành lập ngày 16 tháng 6 năm 2025 theo Nghị quyết số 1656/NQ-UBTVQH15  của Ủy ban Thường vụ Quốc hội  trên cơ sở sáp nhập  toàn bộ diện tích tự nhiên, quy mô dân số của các xã Mê Pu, Sùng Nhơn và Đa Kai, huyện Đức Linh, tỉnh Bình Thuận . Xã này chính thức hoạt động từ ngày 01 tháng 7 năm 2025.